# Aleixo I de Trebizonda
Aleixo I de Trebizonda (Constantinopla, 1182 – Trebizonda, 1 de fevereiro de 1222) foi o fundador do Império de Trebizonda, que reinou entre 1204 e 1222. Foi sucedido por Andrônico I. Era o primeiro filho de Manuel Comneno e da princesa Rusudan, filha de Jorge III, rei da Geórgia. O seu avô paterno era o imperador bizantino Andrônico I Comneno.